# Canal Gardner
Le canal Gardner est l'une des principales criques de la côte de la Colombie-Britannique . Techniquement une entrée latérale du plus grand canal Douglas, le canal Gardner est toujours 90 km en longueur à part entière; la longueur totale des voies navigables convergeant vers le canal Douglas est de 320 km ce qui en fait l'un des plus grands complexes de fjord du monde.
La longueur totale de la voie navigable du fjord dominé par le canal Douglas est donc, sans compter les petites entrées latérales est de 320 km, ce qui en fait l'un des plus grands complexes de fjord du monde. il est plus long que le Sognefjord norvégien (203 km) et rivalise avec le Scoresby Sound de Groenland à 350 km, mais pas aussi longtemps que le voisin Canal Dean qui totalise 335 km.

## Origine du nom
Il a été nommé en 1793 par George Vancouver en l'honneur de son ami et ancien commandant, Alan Gardner, 1er baron Gardner. L'un de ses hommes, Joseph Whidbey (en), l'a tracé pour la première fois la même année. 

## Géographie
L'entrée du canal Gardner est cachée derrière l'île Hawkesbury et est accessible via canal Devastation ou Varney Passage qui forment les flancs nord-est et sud-est de cette île.
Les segments du canal Gardner sont appelés «tronçons». Ils sont, de bouche en tête, Alan Reach, Europa Reach, Barrie Reach, Whidbey Reach, et Egeria Reach. La tête extrême s'appelle Kitlope Anchorage. Les criques latérales incluent Ochwe Bay, Triumph Bay, Kiltuish Inlet, Owyacumish Bay, et Chief Mathews Bay. 

## Centrale électrique de Kemano
Le canal Gardner est l'emplacement de la centrale électrique de Kémano de la dérivation Nechako, qui a été construite pour alimenter en électricité une fonderie d'aluminium Alcan à Kitimat. La centrale est située à peu près à mi-chemin le long du canal sur sa rive nord, à l'embouchure de la rivière Kemano. 

## Nature
À l'embouchure du canal Gardner se trouve l'embouchure de la rivière Kitlope, une importante réserve faunique et sauvage, le Kitlope Heritage Conservancy, une région d'une beauté naturelle exceptionnelle et d'un temps rude.